# Топка (приток Синары)
Топка — река в России, протекает по Каслинскому району Челябинской области. Устье реки находится в 95 км по правому берегу реки Синара у с. Юшково. Длина реки составляет 14 км.

## Данные водного реестра
По данным государственного водного реестра России относится к Иртышскому бассейновому округу, водохозяйственный участок реки — Исеть от города Екатеринбург до впадения реки Теча, речной подбассейн реки — Тобол. Речной бассейн реки — Иртыш.
Код объекта в государственном водном реестре — 14010500612111200002980.

## Населённые пункты
- с. Юшково